# Cobubatha ipilla
Cobubatha ipilla là một loài bướm đêm trong họ Noctuidae.